# (3281) Maupertuis
(3281) Maupertuis – planetoida z pasa głównego asteroid okrążająca Słońce w ciągu 3 lat i 220 dni w średniej odległości 2,35 j.a. Została odkryta 24 lutego 1938 roku w Obserwatorium Iso-Heikkilä w Turku przez Yrjö Väisälä. Nazwa planetoidy pochodzi od Pierre’a Louisa Maupertuisa (1698-1759), francuskiego matematyka i astronoma. Przed nadaniem nazwy planetoida nosiła oznaczenie tymczasowe (3281) 1938 DZ.